# Roll Over
『Roll Over』は、HOUND DOGが1982年4月1日にリリースした4枚目のオリジナル・アルバム。ここ近々の1年間でアルバムを3枚完成させた彼らだが、そのどれもが後藤次利によるサウンドプロデュースとなっている。先行シングルはスマッシュヒットとなった初のダブルタイアップ曲、「浮気な、パレット・キャット」。

## 収録曲
全編曲：後藤次利
1. トラブル・メイカー　[3:44]
  - 作詞・作曲：八島順一
2. Baby Blue　[3:36]
  - 作詞・作曲：蓑輪単志
3. クレイジー・ナイト　[3:24]
  - 作詞・作曲：高橋良秀
4. スターダスト　[4:46]
  - 作詞・作曲：藤村一清
5. Dance Music　[3:29]
  - 作詞・作曲：大友康平
6. 浮気な、パレット・キャット　[3:05]
  - 作詞：相沢行夫
  - 作曲：木原敏雄
  - カネボウ化粧品春のキャンペーンソング[2]
7. メモリアル・ジャケット　[3:47]
  - 作詞・作曲：蓑輪単志
8. 心のらくがき　[3:32]
  - 作詞・作曲：海藤節生
9. Punky Girl　[4:22]
  - 作詞・作曲：八島順一
10. サンセットロード　[4:40]
  - 作詞・作曲：海藤節生

## ミュージシャン
- 大友康平：リードボーカル
- 八島順一：ギター
- 高橋良秀：ギター
- 蓑輪単志：キーボード
- 海藤節生：ベース
- 藤村一清：ドラム